# Чэнь Айсэнь
Чэнь Айсэ́нь (кит. упр. 陈艾森, пиньинь Chén Àisēn, род. 22 октября 1995, Гуанчжоу) — китайский прыгун в воду, двукратный чемпион летних Олимпийских игр 2016 года, трёхкратный чемпион мира, победитель Азиатских игр, многократный победитель этапов Гран-при и Мировой серии.

## Биография
Заниматься прыжками в воду Чэнь Айсэнь начал в начальной школе. Первым тренером был Тань Цзинъюй. На международных соревнованиях Чэнь начал выступать в 2010 году, когда ему было всего 14 лет. Уже на своём первом в карьере этапе Гран-при в Ростоке Айсэнь одержал победу, выиграв вместе с Ли Цзюньаем синхронные прыжки с вышки, а также стал третьим в личных соревнованиях. Всего на счету юного китайского прыгуна в 2010 году значилось 6 попаданий в призёры этапов Гран-при. В 2011 году Чэнь выступал только на этапе в Ростоке, где выиграл личные соревнования прыгунов с вышки. В 2012 году трижды становился победителем этапов Гран-при, а в октябре стал бронзовым призёром юниорского чемпионата мира.
С 2013 года Чэнь Айсэнь стал выступать на этапах Мировой серии. В личных прыжках он трижды становился серебряным призёром, а в синхронных одержал три победы, выступая в паре с олимпийским чемпионом 2008 года Линь Юэ. В 2014 году Чэнь чередовал выступления на этапах Гран-при и Мировой серией. В сентябре он вместе с Чжан Яньцюанем стал победителем Азиатских игр. В 2015 году Чэнь периодически стал выступать в синхронных прыжках на трёхметровом трамплине. За весь сезон китайский прыгун ни разу не выступил на крупных международных стартах в личных дисциплинах, при этом в синхронных прыжках он победил во всех семи турнирах, в которых принял участие, в том числе и чемпионате мира в Казани.
Летом 2016 года Чэнь Айсэнь принял участие в летних Олимпийских играх в Рио-де-Жанейро. 8 августа Чэнь впервые стал олимпийским чемпионом, победив в синхронных прыжках с 10-метровой вышки в паре с Линь Юэ. Спустя несколько дней Чэнь Айсэнь завоевал вторую золотую медаль, одержав победу в индивидуальных прыжках. По итогам соревнований Чэнь опередил занявшего второе место мексиканца Хермана Санчеса более чем на 50 баллов. По итогам года Чэнь Айсэнь был признан лучшим прыгуном в воду по версии FINA. В 2017 году Чэнь выиграл 9 из 10 соревнований в прыжках с вышки в рамках чемпионата мира и Мировой серии, из них 5 в паре с Ян Хао. Единственное поражение китайский прыгун потерпел на чемпионате мира в Будапеште. В личных соревнованиях Айсэнь 5 баллов проиграл британцу Тому Дейли, который выигрывал у Чэня ещё в 2012 году на юниорском чемпионате мира. В августе 2018 года Чэнь вместе с Ян Хао стал чемпионом Азиатских игр.
В 2019 году на чемпионате мира в корейском Кванджу он в паре c Цао Юань одержал победу в синхронных прыжках с 10-метровой вышки.
Своими кумирами в прыжках считает американца Грега Луганиса, россиянина Дмитрия Саутина и соотечественника Тянь Ляня.

## Награды
- Лучший прыгун в воду в мире: 2016[8].